# Anteaeolidiella indica
Espèce
Anteaeolidiella indica est une espèce de nudibranches de la famille des Aeolidiidae.

## Répartition
Cette espèce a été décrite à l'île Maurice. Il a été signalé à tort comme une espèce largement répandue en mer Méditerranée, en mer des Caraïbes, en Afrique du Sud, dans la baie de Saldanha au sud du KwaZulu-Natal et en Nouvelle-Zélande. Ces enregistrements représentaient en réalité un complexe d'espèces distinctes.

## Description
Ce nudibranche peut mesurer jusqu'à 40 mm.
Miller a désigné Aeolidiella indica comme espèce type du genre Anteaeolidiella, bien que son spécimen ne corresponde pas à la coloration indiquée par Bergh et était probablement Anteaeolidiella lurana.

## Classification
Le nom valide complet (avec auteur) de ce taxon est Anteaeolidiella indica (Bergh, 1888).
L'espèce a été initialement classée dans le genre Aeolidiella sous le protonyme Aeolidiella indica Bergh, 1888.
Anteaeolidiella indica a pour synonyme :
- Aeolidiella indica Bergh, 1888